# Hans Hesse
Hans Hesse var en målare och skulptör från Lübeck. Han var  verksam i Sverige i mitten av 1400-talet och har bland annat utför det stora Birgittaskåpet i Vadstena klosterkyrka 1459, och arbeten för kyrkor i Dalarna.